# Giordano Berti
Giordano Berti (Bologna, 27 febbraio 1959) è uno scrittore italiano, organizzatore di eventi culturali e autore di numerosi studi dedicati ai rapporti fra arte ed esoterismo, oltre a romanzi, opere di narrativa fantastica e di poesia, noto a livello internazionale principalmente per le sue ricerche storiche sui Tarocchi.

## Biografia
Nato a Bologna, Giordano Berti ha vissuto per 35 anni a Monghidoro, sull'Appennino bolognese, luogo d'origine della sua famiglia. Dopo il diploma all'Istituto tecnico industriale Aldini Valeriani di Bologna fu assunto come progettista presso la fabbrica di macchine automatiche Marchesini di Pianoro, e al tempo stesso si iscrisse alla Facoltà di Lettere e Filosofia all'Università di Bologna.
Nel 1983, dopo un periodo di attività artistica che lo aveva portato ad esporre al Museo della Grafica di Brisighella e Palazzo Re Enzo a Bologna, avviò una nuova carriera professionale come redattore presso la casa editrice Eurographis di Bologna, proseguendo le ricerche sulla storia dell'esoterismo occidentale con particolare riferimento alle arti visive e alla letteratura.
Dal 1985 al 2003 ha collaborato con l'organizzazione delle Feste medievali di Brisighella, scrivendo la sceneggiatura e i testi per spettacoli di Teatro di strada, tutti messi in scena per la regia di Andrea Vitali. Tra questi spiccano Coniunctio alchemica (1991, ispirato alle fasi della trasformazione dei metalli, che nella prospettiva dell'alchimia sono espressione dei caratteri umani) e La tirannia degli Astri (1994, ispirato ai miti dell'astrologia), che furono rappresentati in varie piazze italiane: Brisighella, Livorno, Trento, Fano, Capua.
In occasione delle Feste medievali ha organizzato mostre sui simbolismi del Medioevo (al Museo della Grafica e presso il Teatro comunale), tra le quali "Profezie: le arti della divinazione nei secoli XV-XIX", "Visioni infernali nell'arte del Medioevo e del Rinascimento", "I Fantasmi del Male".
Nel 1987 avviò l'attività di consulente di storia e simbolismo per le Edizioni d'Arte Lo Scarabeo di Torino, con le quali ha pubblicato studi storici, diretto una collana di giochi didattici (ideando fra l'altro "Gnomopoli", "Jurassic" e "Giocofiaba") e ideato nuovi mazzi di Tarocchi d'Arte realizzati da grandi illustratori come Atanas Atanassov, Severino Baraldi, Giacinto Gaudenzi, Jassen Ghiuselev, Antonio Lupatelli. Inoltre, in collaborazione con Tiziano Sclavi ha curato la pubblicazione dei Tarocchi di Dylan Dog dipinti da Angelo Stano nel 1991.
Nel 1993 è stato tra i fondatori dell'Istituto Graf di Bologna, di cui è stato per molti anni il presidente e per il quale ha diretto l'organizzazione di grandi mostre, in collaborazione con famosi storici, letterati e filosofi come Michael Dummett, Franco Cardini, Cecilia Gatto Trocchi, Andrea Vitali e Paolo Aldo Rossi.
Nello stesso anno ha ideato, assieme ad Alberto Dal Pozzo, "Mystèria", rassegna di spettacoli, mostre, talk-show e momenti di intrattenimento legati ai più diversi temi dell'esoterismo, che nel corso degli anni ha visto la partecipazione di famosi personaggi della cultura, dello spettacolo e dell'arte, come gli storici Cecilia Gatto Trocchi e Paolo Aldo Rossi, i neurologi Marco Margnelli e Pierangelo Garzia, il demonologo mons. Corrado Balducci, i giornalisti Luciano Gianfranceschi e Manuela Pompas, l'astrologa di Canale 5 Luisa De Giuli, il presentatore Marco Columbro, i pittori Davide Tonato, Luigi Scapini e Carlo Pastore. La prima edizione di Mystèria si svolse al Palazzetto dello Sport di Sesto S. Giovanni (Milano), nel dicembre 1993 ed è proseguita in altre città italiane (Torino, Padova, Rimini e Parma), fino al 1998.
Dal 1991 collabora con la rivista Charta per la rubrica Grandi Biblioteche, oltre che con articoli su temi vari di iconologia e bibliofilia. Per altre riviste a diffusione nazionale (Medioevo, Atmosphere, Terzo Occhio, Giornale dei Misteri, Hera, Fenix) pubblica articoli di storia dell'arte e del costume, con particolare riferimento alle tradizioni esoteriche occidentali, antiche e moderne (alchimia, astrologia, angelologia, demonologia, magia, spiritismo, stregoneria, tarocchi, tecniche della divinazione, fratellanze occulte e società segrete). Su questi temi, inoltre, ha realizzato opere multimediali e videoinstallazioni.
Dal 2016 collabora con la rivista russa Taro Chronicles con articoli dedicati al simbolismo dei tarocchi.    
Sulla rivista MRV ha pubblicato numerosi articoli dedicati al rapporto degli alimenti con la mitologia e la magia. Tra l'altro, Giordano Berti è membro dell'OIAT, Organizzazione Internazionale Assaggiatori di Tartufo legata al Centro Nazionale Studi Tartufo, del quale Berti è consulente storico.
Su questo tema particolare ha creato l'Archivio Storico del Tartufo (che mira a raccogliere tutto ciò che riguarda il fungo ipogeo, con particolare riferimento alla letteratura, alla storia e alle arti visive), ha scritto saggi storici e ha realizzato numerose mostre a carattere culturale: 
- Il Tartufo: miti e leggende (Alba, Palazzo Mostre e Congressi, 2002);
- Nel Palazzo del Re Tartufo (Alba, Palazzo Mostre e Congressi, 2003);
- Le favole dei tartufi (Alba, Palazzo Mostre e Congressi, 2009);
- Sulle tracce dei tartufi. Cronache antiche e fiabe moderne (Casale Monferrato, Palazzo Sannazzaro, 2009);
- Eros e Tartufi. Virtù nascoste... messe in evidenza (Mango, Castello dei Busca, 2011);
- Cinema & Tartufo (Alba, Palazzo Mostre e Congressi, 2012).

Nel 2012, assieme al critico letterario Giovanni Tesio, ha organizzato a Roddi un percorso poetico a cielo aperto dedicato ai cercatori di tartufi, intitolato "Trifola bela, fa piasì contela", in collaborazione con l'Archivio Storico del Tartufo. 
In qualità di storico dell'esoterismo, Giordano Berti ha collaborato alla realizzazione di opere enciclopediche e ha partecipato a trasmissioni televisive, tra le quali La vita in diretta (Rai2) condotta da Alessandro Cecchi Paone, Misteri (Rai2) condotta da Lorenza Foschini, Stargate - Linea di confine (La7) condotta da Roberto Giacobbo, Una notte con Zeus (Rai3) condotta da Daniela Poggi.
Dal 2006 ha avviato una collaborazione lavorativa e sentimentale con Letizia Rivetti, che ha uno studio di progettazione di ambienti scenografici e installazioni artistiche, indirizzando i progetti verso una direzione multidisciplinare, puntando alla commistione tra le più diverse espressioni artistiche (dall'arte povera alla land art, dalla grafica tradizionale all'arte digitale) per farle incontrare e dialogare fra loro, unite da una sceneggiatura silenziosa e semplice, ma rigorosa, talvolta resa esplicita da interventi poetici o teatrali.
Nel 2010 Giordano Berti è stato eletto presidente dell'Associazione "I Cavalieri d'Aleramo" di Alba, subentrando al giornalista Raoul Molinari deceduto l'anno precedente.
Dal 2014 Berti è curatore del progetto editoriale "Rinascimento - Italian Style Art", realizzato in collaborazione con le Edizioni Araba Fenice di Boves e finalizzato allo studio storico e alla ristampa di antiche carte da gioco, tarocchi e mazzi oracolari. 
Nel 2025 ha lanciato "Tarot Focus: Rivista internazionale di Tarologia, Simbolismo e Occultura", diffusa in italiano, inglese e spagnolo, alla quale collaborano studiosi di tutto il mondo. 

## Musei "a cielo aperto"
Nel 2012 Giordano Berti ha ideato il progetto "Le Pietre della Storia": illustrazioni a tema storico trasferite su pietra e corredate da testi esplicativi, da esporre in modo permanente sulle vie di città e paesi per narrare eventi di storia locale. 
La prima serie di installazioni è stata accolta a Cortemilia (Cuneo), con un percorso dedicato alla leggenda della Sacra Spina della Corona di Cristo, oggi conservata presso il Museo diocesano di Cortemilia. Otto scene dipinte dall'illustratore milanese Severino Baraldi, sono state trasferite su pietra e sono esposte in modo permanente, sui muri di via Cavour.
Nel 2012 Giordano Berti ha avviato il progetto Monghidoro: Crocevia dell'Europa, in collaborazione con l'art designer Letizia Rivetti e l'Amministrazione comunale di Monghidoro. Una serie di opere di Severino Baraldi, illustrate sulla base del progetto iconografico di Giordano Berti, sono state fissate in modo permanente sulle piazze e le strade di Monghidoro. In effetti questo antico borgo, situato sulle montagne dell'Appennino Bolognese all'incirca a metà strada tra Bologna e Firenze, nel corso dei secoli è stato il luogo di riposo di mercanti, signori, principi, papi, imperatori, scrittori, scienziati e avventurieri, che durante i loro viaggi hanno trovato rifugio in locande del paese o ospiti presso l'Abbazia olivetana di San Michele in Alpes.
Tra il 2013 e il 2015, assieme all'art designer Letizia Rivetti, Berti ha creato nelle antiche vie di Roddi il percorso Roddi, il Borgo dei Tartufi, con installazioni multimediali e artistiche che ospitano notizie storiche e scientifiche. Roddi è un paese famoso fin dagli inizi del Novecento per ospitare la prima "Università dei Cani da Tartufo". 
Nel 2017 ha inaugurato a Cravanzana un Museo a cielo aperto della nocciola, sempre in collaborazione con Letizia Rivetti: sei quadri retrolluminati, inseriti nelle nicchie delle mura che circondano il castello, raccontano la storia di Cravanzana e della produzione di Nocciola Piemonte tipica di quel territorio.

## Associazioni e premi
- dal 1985, membro dell'Associazione culturale Le Tarot di Faenza
- dal 1992, fondatore e membro dell'Istituto Graf di Bologna
- nel 2010, vincitore del "Premio Libri da Gustare" per la migliore favola Tobi e il tesoro del Tartufo bianco d'Alba[23], edito da ArabaFenice, Boves, 2009 ISBN 9788895853505
- dal 2013, membro dell'International Tarot Society.
- dal 2014, membro dell'International Playing-cards Society
- dal 2015, membro della Tarot Association of the British Isles
- dal 2015, autore per l'Ordine dei Cavalieri del Tartufo e dei Vini d'Alba  Archiviato il 2 febbraio 2018 in Internet Archive.

## Opere

### Saggistica
- con Andrea Vitali, Tarocchi: arte e magia, Le Tarot, Faenza, 1994.
- con Paolo Aldo Rossi, Visioni infernali: peccati e torture nell'arte del Medioevo, Le Tarot, Faenza, 1994
- Gli arcangeli: storia e leggende, Lo Scarabeo, Torino, 1997
- Gli eretici, Xenia, Milano, 1997, ISBN 8872732166
- Tarocchi: il labirinto della saggezza, dal Rinascimento alla New Age, CD-ROM interattivo, Armenia, Milano 1997
- Dizionario del Cristianesimo, Vallardi, Milano, 1997, ISBN 88-8211-127-X
- I Tarocchi dei visconti, Torino, Lo Scarabeo, 1998, ISBN 888613147X (trad. spagnola, Tarot Visconti, Gaia Ediciones, Barcelona 2004, ISBN 8484450740; trad. inglese Visconti Tarot; trad. inglese (Lo Scarabeo, Torino, Lo Scarabeo, 2006, ISBN 8883952588; trad. francese Les tarots Visconti, De Vecchi, Milano - Parigi, 2007, ISBN 2732888702)
- I mondi ultraterreni, Mondadori, Milano, 1998, ISBN 88-04-44769-9 (trad. francese: Les mondes de l'au-delà, Gründ, Paris, 2000 ISBN 2700024516; trad. polacca, Zaświaty, Muza SA, Warszawa 2001, ISBN 978-83-7200-884-8); trad. giapponese, Hara Shobo, Tokyo 2001).
- Dizionario dei mistici, Vallardi, Milano, 1999, ISBN 88-8211-258-6
- Preghiere di tutto il mondo, Vallardi, Milano, 1999
- con Roberto Negrini e Rodrigo Tebani, I tarocchi di Aleister Crowley - I segreti del libro di Thoth, Lo Scarabeo, Torino, 1999
- Le religioni orientali in Occidente, Xenia, Milano 2000, ISBN 8872734053
- Enoch, l'entronauta, Armenia, Milano, 2000, ISBN 88-344-1226-5
- Das ägyptische Tarot, Königsfurt Verlag, 2002, ISBN 3898758044
- Storia della divinazione, Mondadori, Milano, 2005, ISBN 88-04-54413-9
- Storia dei tarocchi, Mondadori, Milano 2007, ISBN 978-88-04-56596-3
- con Ram, Il grande libro dei tarocchi, Fabbri Editori, Milano, 2007, ISBN 9788845141058
- Nuovo dizionario del Cristianesimo, Vallardi, Milano, 2009, ISBN 9788878872998
- Storia della stregoneria. Origini, credenze, persecuzioni e rinascita nel mondo contemporaneo, Mondadori, Milano 2010, ISBN 9788804598688
- Giuseppe Maria Mitelli e il Tarocchino Bolognese, Araba Fenice, Boves 2017, ISBN 9788866174752
- I Sentieri degli Angeli (con Daniel Missori e Letizia Rivetti), Araba Fenice, Boves 2017, ISBN 9788866174660
- Eros e tartufi. Storia di un afrodisiaco. Scienza, letteratura, arte e ricette segrete, Bologna, OM Edizioni, 2019, EAN 9788832299571
- Tarocchi Mantegna Ladenspelder 1540. Una scala verso il cielo, Bologna, OM Edizioni, 2020, EAN 9788892720275

### Narrativa
- I tarocchi degli gnomi. Favole, giochi e magie del Mondo di Esir, illustrazioni di Antonio Lupatelli (Tony Wolf), Lo Scarabeo, Torino, 1988, ISBN 8886131011 (trad. sp. El Tarot de los Gnomos, Ediciones Obelisco, Barcelona 1997, ISBN 84-7720-280-X; trad. ted. Das Tarot der Zwerge, Königsfurt, 2003, ISBN 3898755819)
- Intervista a Dylan Dog, illustrazioni di Angelo Stano, Lo Scarabeo, Torino, 1991
- Il sogno di Angus, illustrazioni di Milo Manara, Lo Scarabeo, Torino, 1994
- Miti dei Celti d'Irlanda, illustrazioni di Giacinto Gaudenzi, Lo Scarabeo, Torino, 1995 ISBN 8886131143
- con Raoul Molinari, Tobi e il tesoro del tartufo d'Alba, illustrazioni di Adriana Galoppi, Araba Fenice, Boves, 2009, ISBN 9788895853505 (trad. ing. Tobi and the treasure of Alba truffle; trad. ted. Tobi und der Schatz der Alba weißen Trüffel); vincitore del premio "Libri da Gustare 2010" nella sezione Prime Pagine.
- con Raoul Molinari, Il re del tartufo, Araba Fenice, Boves, 2011.
- Il monte dei folletti, illustrazioni di Antonio Lupatelli (Tony Wolf), introduzione di Gianni Morandi, Araba Fenice, Boves, 2012; edizione d'arte a tiratura limitata in 300 copie.

### Saggi su cataloghi di mostre
- Il Libro di Toth, in Le Carte di Corte. I Tarocchi. Gioco e Magia alla Corte degli Estensi, a cura di G. Berti e A. Vitali (con M. Dummett, C. Gatto Trocchi, P. Marsili, G. Algeri), Ferrara, Castello Estense, ottobre 1987 – gennaio 1988.
- Le 'Pietre di Toth' di Mirco Denicolò, catalogo della mostra a cura di M. Denicolò, Moby Dick, Faenza 1992.
- Tarocchi e occultismo, in Tarocchi: Arte e Magia, a cura di G. Berti e A. Vitali, Bologna, Museo Civico Archeologico, dicembre 1994 - febbraio 1995.
- Tarocchi, le carte del destino, a cura di G, Berti e A. Vitali, Roma, Museo Nazionale di Castel Sant'Angelo, febbraio - aprile 1996.
- Mari delle meraviglie: divinità, mostri, utopie, leggende, sogni, illusioni e scoperte, nella storia del viaggio marittimo in Occidente, a cura di G. Berti, (con F. Cardini, G. Costa, G. De Turris, C. Gatto Trocchi, P. A. Rossi, C. Widmann et al.), Comacchio, Palazzo Bellini, ottobre 1995 - gennaio 1996.
- Giovanni Domenico Cassini e le origini dell'astronomia moderna, a cura di G. Berti, (con P. A. Rossi e I. Li Vigni), Perinaldo, Palazzo Comunale, agosto - novembre 1997.
- Il popolo di Mosè: mostra su cultura e civiltà ebraica, a cura di G. Berti, (con F. Cardini, C. Colafemmina, D. Liscia Bemporad, A. Grossato, A. Sermoneta), Andria, Palazzo Ducale, settembre - ottobre 1998.
- Le feste ebraiche: arte e tradizioni, in I tre gioielli del Mediterraneo. Oggetti rituali e paramenti sacri ebraici, cristiani ed islamici, a cura di G. Berti, (con D. Liscia-Bemporad, F. Cardini, S. Noja Noseda, F. Patruno), Finale Emilia, Castello delle Rocche, settembre - ottobre 2000.
- La vite e il vino: giochi di carta e carte da gioco (con M. G. Lungarotti, F. Cardini, C. Gatto Trocchi, D. Domini, A. Vitali), Torgiano, ex Oratorio di S. Antonio, novembre 1999 - gennaio 2000.
- L'Inquisizione, Santa, Romana e Universale, a cura di G. Berti e F. Cardini, Finale Emilia, Castello delle Rocche, settembre - ottobre 2001.
- Iconografia delle streghe, dal Rinascimento alla Pop Art, in Streghe Diavoli e Sibille. Atti del convegno - Como, 18 e 19 giugno 2001, NodoLibri, Como 2004.
- I figli di Abramo. Ebraismo, Cristianesimo, Islam (con D. Liscia Bemporad, L. Volpi, M. Bargna), Abbiategrasso, Castello Visconteo, marzo 2004.
- Arte e magia a Bologna tra Cinque e Seicento, in Il Seicento a Bologna: cultura barocca, industria e vita quotidiana, a cura di G. Berti, (con U. Mazzone, A. Vitali, S. Arieti et al.), Bologna, Palazzo d'Accursio - Sala d'Ercole, maggio 2004.
- Cronache e meraviglie di mare nelle copertine di riviste illustrate: 1840-1960, a cura di G. Berti, (con G. Costa e S. Alligo), Cesenatico, Museo della Marineria dicembre 2005 - gennaio 2006.
- I cosiddetti 'Tarocchi del Mantegna' , in A casa di Andrea Mantegna. Cultura artistica a Mantova nel Quattrocento, a cura di R. Signorini, Mantova, Casa del Materna, settembre - dicembre 2006.
- Cosa raccontano le mappe?, in Ferrara: la storia del suo territorio in una collezione di mappe e vedute dal XV al XXI secolo, a cura di Alberto Alberghini, Ferrara, Palazzo Renata di Francia, settembre 2008.
- Le Grandi Madri nell'arte antica, in Madri e Terre: Mistero e Sacralità (con A. Grossato, L. Volpi et al.), Abbiategrasso, ex chiesa dell'Annunciata, ottobre - novembre 2008.
- Le arti divinatorie, in Il Castello della Fortuna: trenta secoli alla ricerca della Buona Sorte, Abbiategrasso, Castello Visconteo, ottobre – novembre 2009.
- La tavola imbandita: dal focolare alla mensa borghese, in Il Castello delle Delizie: il mondo a tavola dall'antichità all'epoca moderna (con A. Marini, M. Bargna, L. Volpi), Abbiategrasso, Castello Visconteo, ottobre – novembre 2010.
- Un mondo di Gioie. L'eterna ricerca della bellezza (con A. Marini, M. Bargna, L. Volpi), Abbiategrasso, Castello Visconteo, ottobre 2011.
- Le nove porte celesti di Mario Vespasiani, catalogo della mostra, Gualtieri, chiesa di Sant'Andrea, marzo-aprile 2012.
- Celluloide al tartufo, in Cinema & Tartufo, catalogo della mostra, Alba, Palazzo Mostre e Congressi, ottobre-novembre 2012.
- Gli Arcani Maggiori di Giancarlo Montuschi, nel catalogo della mostra Giancarlo Montuschi. Il Sentiero degli Arcani Maggiori, Galleria d'Arte Villicana D'Annibale, Arezzo, 2013.
- Un sogno medievale, in Feste medievali di Brisighella. Gli Anni d'Oro 1980-1995, a cura di Vincenzo Galassini e Andrea Vitali. Introduzione di Franco Cardini Interventi di Carlo Lucarelli, Massimo Montanari, Paolo Aldo Rossi, Giordano Berti, Achille Olivieri, Leonardo Scarpa, Antonia Torchi. Carta Bianca Editore, Faenza, 2015. EAN: 9788897550457.
- Enigmi dipinti. Dalla Domus Aurea di Roma alle grottesche di Vinovo, catalogo della mostra, Centro stampa Città di Nichelino, 2023

### Cura di reprint
- Arthur Edward Waite. Tarocchi Rider-Waite (The Pictorial Key to the Tarot, London 1910), Lo Scarabeo, Torino 1993.
- Francesco Piscina da Carmagnola. Discorso sopra l'ordine delle figure dei Tarocchi (Monteregale, 1565), Istituto Graf, Bologna 1995.
- Gian Domenico Cassini. La Meridiana del Tempio di S. Petronio in Bologna (Bologna, 1695), con Giovanni Paltrinieri, Arnaldo Forni Editore, S. Giovanni in Persiceto 2000.

### Contributi a opere enciclopediche
- Historia del Tarot, nell'opera El Arte del Tarot, 72 fascicoli (Orbis-Fabbri, Barcelona-Milano 2001-2003) ISBN 84-402-2481-8
- Historia de la Adivinación, nell'opera Cartas de Adivinación, 72 fascicoli (Orbis-Fabbri, Barcelona 2003-2005)
- Storia – Curiosità - Simbolismo, nell'opera Carte da Gioco e da Divinazione, 52 fascicoli (Peruzzo, Milano 2005-2006)
- Tarots de Museo, nell'opera Claves y Secretos del Tarot, 52 fascicoli (Editorial Salvat, Barcelona 2005-2006) ISBN 978-84-471-0172-6